# Károlyi Józsefné
Gróf nagykárolyi Károlyi Józsefné, született gróf Wenckheim Margit Mária Krizanta, beceneve Daisy (Nagylévárd, 1892. november 30. – Tracy-le–Mont, 1964. február 26.) legitimista, nőjogi aktivista, üzletasszony, színházi vezető és palotahölgy, a két világháború közötti időben a magyar–lengyel kapcsolatok kiemelkedő alakja.

## Élete
A Pozsonyhoz közeli Nagylévárdon nevelkedett a Wenckheim család ottani kastélyában. Országgyűlési képviselő férjével 1913. június 18-án, a nagylévárdi kegyúri templomban kötött házasságot, melyről a lapok képes beszámolókban adtak hírt. A házaspár egyetlen gyermeke, István 1920-ban született, aki 1945-ben a néhai Pólya Tibor festőművész díszlettervezéssel, újságírással, festéssel foglalkozó lányát, Pólya Máriát (Gogó) vette feleségül. 1947-ben elhagyták Magyarországot. István Károlyi Mihály ajánlására Jean-Paul Sartre asszisztense lett Párizsban, felesége ottani divatlapoknak tervezett.
1917-ben palotahölgy címet nyert, melyet még 1944-ben is viselt. 1918-ban, a spanyolnátha miatti karantén idején engedéllyel Svájcba utazott gyógykezelésre. Az utazást állítólag felhasználta Hermann Consten (1878-1957) őrnagy, budapesti német kém, hogy belekeverje a Károlyi Mihály lejáratására irányuló Consten-féle kémügybe. Consten leszállíttatta a vonatról, holmiját átkutatták és letartóztatták. Azzal gyanúsították, hogy Károlyi leveleit akarja külföldre csempészni. Consten ugyan lelepleződött, a kémügyet később mégis felhasználták az emigrációba menekült Károlyi ellen, amikor magyarországi birtokait elkobozták. A Károlyi és az Andrássy család ezt követően hosszú időre megszakította a kapcsolatot az emigrációba menekült politikussal, ő és férje azonban mindent megtett azért, hogy a volt birtokai jövedelmét Károlyi megkapja. Ez is hozzájárulhatott aztán ahhoz, hogy Károlyi 1946-os hazatérésekor szívélyes lett a kapcsolata vele.
1925 októberétől 1926 májusáig férjével Lekeitioban tartózkodott az özvegy Zita királyné és a trónörökös II. Ottó mellett. Férje részt vett Ottó vizsgáztatásában, ő pedig sokat foglalkozott a királyi gyermekekkel, Ottót teniszezni tanította.
1932-ben közeli rokona, gróf Batthyány Gyula megfestette az arcképét, melyet Andrássy Klára (herceg Odescalchi Károlyné) és Wenckheim Antalné portréjával együtt mutattak be az Ernst Múzeum kiállításán.
Mindössze két évtizede volt házas, amikor 1934-ben megözvegyült, férje öt éve betegeskedett. Nem vonult vissza. Nyúltenyésztéssel foglalkozott, színházat vezetett, számos társadalmi szervezet munkájában vett részt. A második világháború idején lengyel menekülteket és angol hadifoglyokat támogatott, segítette a németek elleni ellenállást. A háború után megpróbált beilleszkedni az új rendbe, de arisztokrata származása miatt ez nem sikerülhetett. A negyvenes évek második felében Franciaországba emigrált, és ott hunyt el.
A magyarországi lengyelek nem ápolják az emlékét. Hivatalos elismerésére csak 2022-ben került sor akképp, hogy posztumusz megkapta a lengyel állam által alapított új emlékérmet.

## Munkássága
Földbirtokának nagysága 1937-ben közel 10 200 hektár (17 691 hold) volt. Ingatlanvagyona 1941-ben 9 154 000 pengő értékű volt, Chorin Ferencével vetekedett, és 526 400 pengőt jövedelmezett egy év alatt. 1938-ban a szlovák földhivatal elkobozta a trianoni diktátummal Csehszlovákiához csatolt cirókahosszúmezei, 996 hektáros nagybirtokát.

### Legitimizmus
Férje a magyar legitimisták politikai vezetője, a Magyar Férfiak Szentkorona Szövetségének alapítója és egyik vezetője volt. A legitmisták az állami berendezkedés és politikai élet stabilitása miatt akartak királyt, és azért a Habsburg-Lotharingiai-házból valót akartak, mert ez biztosította számukra az ezeréves hagyományok folytatását. Mindezek miatt a politikai tér közepére kerültek az 1920-as évektől. Horthyval azért álltak szemben, mert nem tartották megfelelőnek a választott királyság intézményét, melyet ugyanolyan instabil intézménynek tartottak, mint a köztársasági elnökit. Német- és náciellenesség, angolszászbarátság jellemezte őket, kivált, hogy a baloldallal is együttműködést alakítottak ki. Végső céljuk a szociális legitimizmus, a népkirályság megteremtése volt. Ő maga a legitizmus eszmeiségét a Fejér vármegyei szociális és nőjogi munkában valósította meg. 1926-ban részt vett a Magyar Nők Szentkorona Szövetsége székesfehérvári szervezetének megalakításában, melynek elnöke lett.

### Szociális munka
1921-ben újjáalakuló közgyűlést tartott a székesfehérvári Anya- és Gyermekvédő Szövetség, melynek védnökasszonya volt. Az ülésen felszólalt Apponyi Albert, kiemelve, hogy a csecsemőhalandóság csökkentése nemzetmentő feladat. 1924-ben avatták fel a székesfehérvári Szent-György közkórház gyermekpavilonját, mely az ő adományából épült. A gyermekosztály ünnepélyes átadásán részt vett Vass József népjóléti miniszter. A csecsemőhalandóság mértéke ekkoriban már 45%-ra emelkedett. 1941-ben még mindig támogatta az osztályt, és újságcikkben szólalt fel a magyar orvosok alacsony bérezése ellen, ami orvoshiányt okoz, és gátolja a gyógyítást és a prevenciót. 1935-ben Apponyi Albertné javaslatára elnökévé választotta az akkor alakult Rák Ellen Küzdő Társadalmi Egyesület.
Apponyinéval, Andrássy Klárával, Cziráky Józsefnéval már 1929-ben védnökséget vállalt a legitimista diákszervezet, a Szent István Bajtársi Szövetség felett, az egyetemistákat ösztöndíjjal támogatta. 1944-ben viszont már azzal vádolták, hogy a jobboldali Turul irányítása alól kikerült Győrffy István-kollégium pártfogó testületét fogadta pesti palotájában, ahol a „parasztkommunista fiókákat” libériás inasok szolgálják ki.

### Angóranyúl tenyésztése

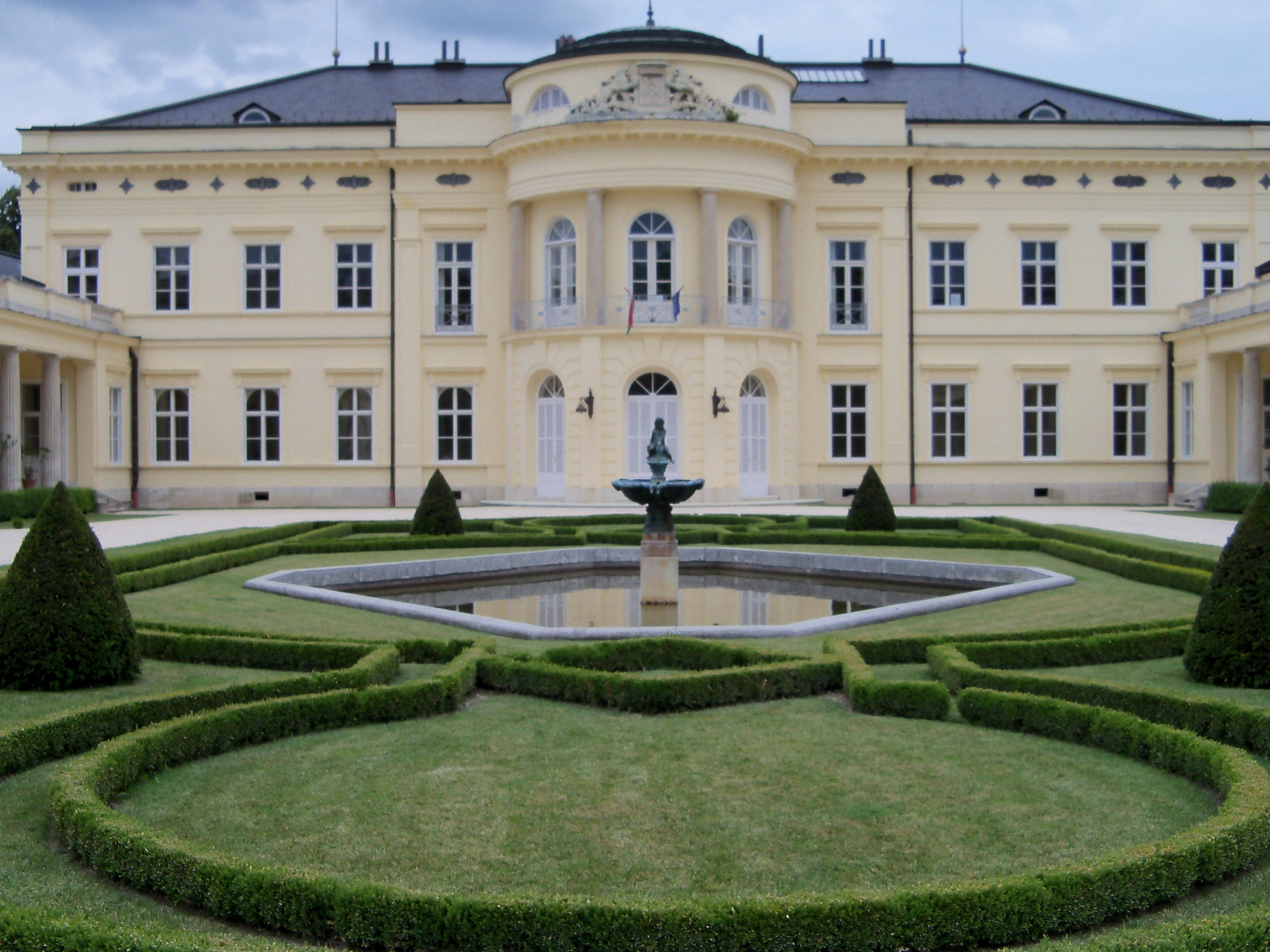
Károlyi-kastély, Fehérvárcsurgó (3637. számú műemlék) 8

A család fehérvárcsurgói birtokán 1933-ban angóranyúl-tenyészetet hozott létre. Fő célja az volt, hogy a középosztálybeli és a parasztasszonyoknak jól jövedelmező mellékfoglalkozást biztosítson országosan. Hamarosan az angóranyúl-tenyésztés jelentős szakértőjévé vált, tevékenysége az egész iparágat lefedte. Angóratex vállalatán keresztül tenyészállatokat adott el, oktatást szervezett, felvásárolta másoktól a kész gyapjút, fonodája, kötöttáru üzlete, sőt saját márkás divatcikkei is voltak, és külföldre is kereskedett. Megyéjében emiatt kedvesen „nyulaskeresztes grófnőnek” hívták. 1944 tavaszán ugyanakkor azzal vádolták meg tenyésztőtársai (Kelemen Aurél újságíró és Sóvári-Schneider Sándor tenyésztő), hogy cégébe zsidókat engedett.
1946 nyarán a földművelésügyi miniszter három évre kinevezte az Országos Kisállattenyésztési Tanács alelnökévé, de már ebben az évben megtámadta a népügyészség azzal, hogy a székesfehérvári Könnyűfémhengermű Vállalat többek közt az ő érdekében szabotálja a termelést.

### Szentkirályi utcai palota

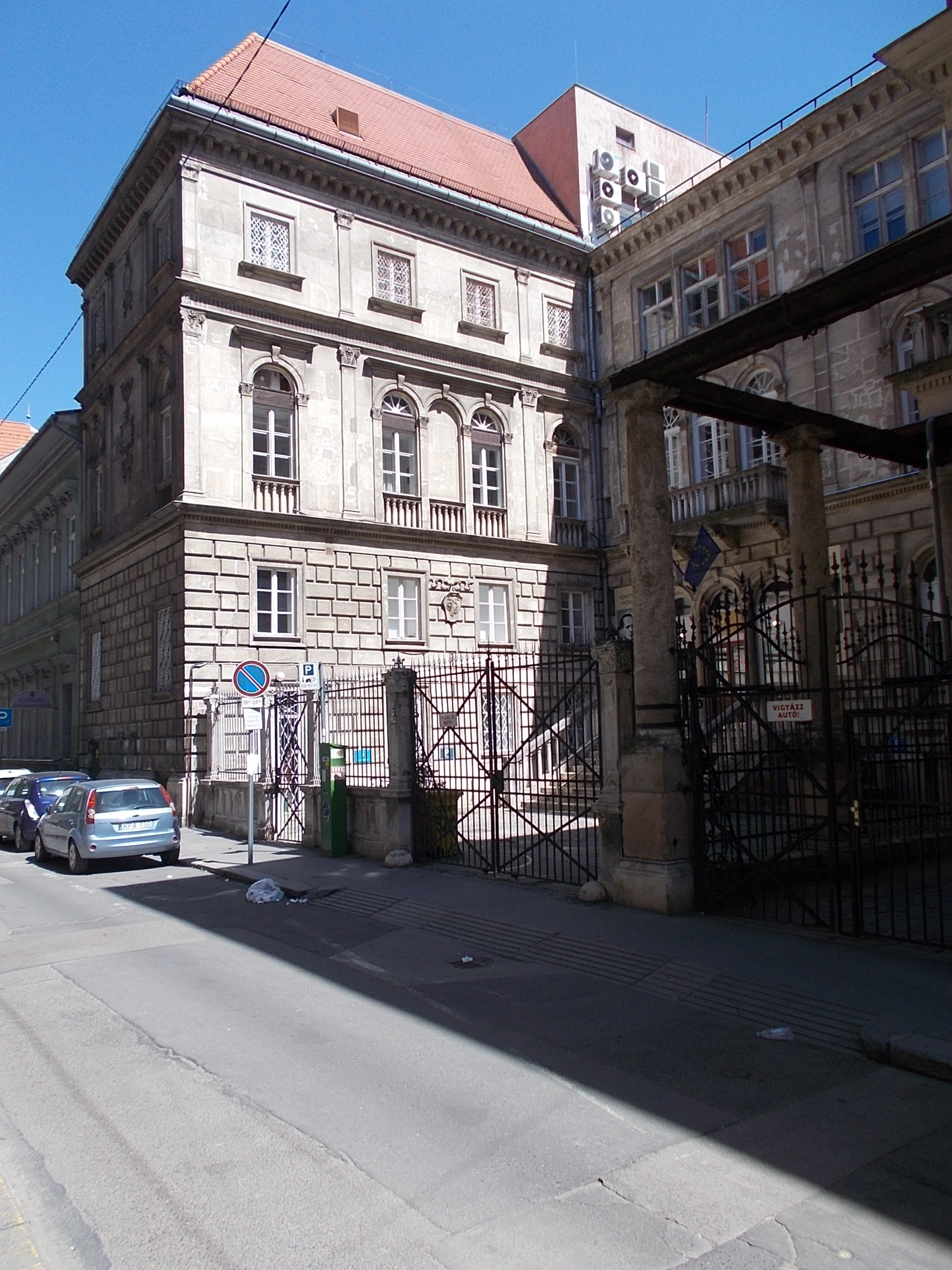
Szentkirályistrasse 32A, 2024 Józsefváros

Budapesten a Szentkirály utca 32/a. szám alatti palotában élt. Itt rendezte be kötöttáru üzletét (boltjai, irodái másutt is voltak), majd a második világháború idején itt és fehérvárcsurgói kastélyában bujtatta a fegyveres ellenállásban részt vevő Szent-Györgyi Albertet és Zilahy Lajos írót. Szent-Györgyiék 1945-ben a palotában alapították a Magyar–Szovjet Művelődési Társaságot, amely később a Magyar–Szovjet Baráti Társaság nevet vette fel, és államosítás után megkapta az épületet.

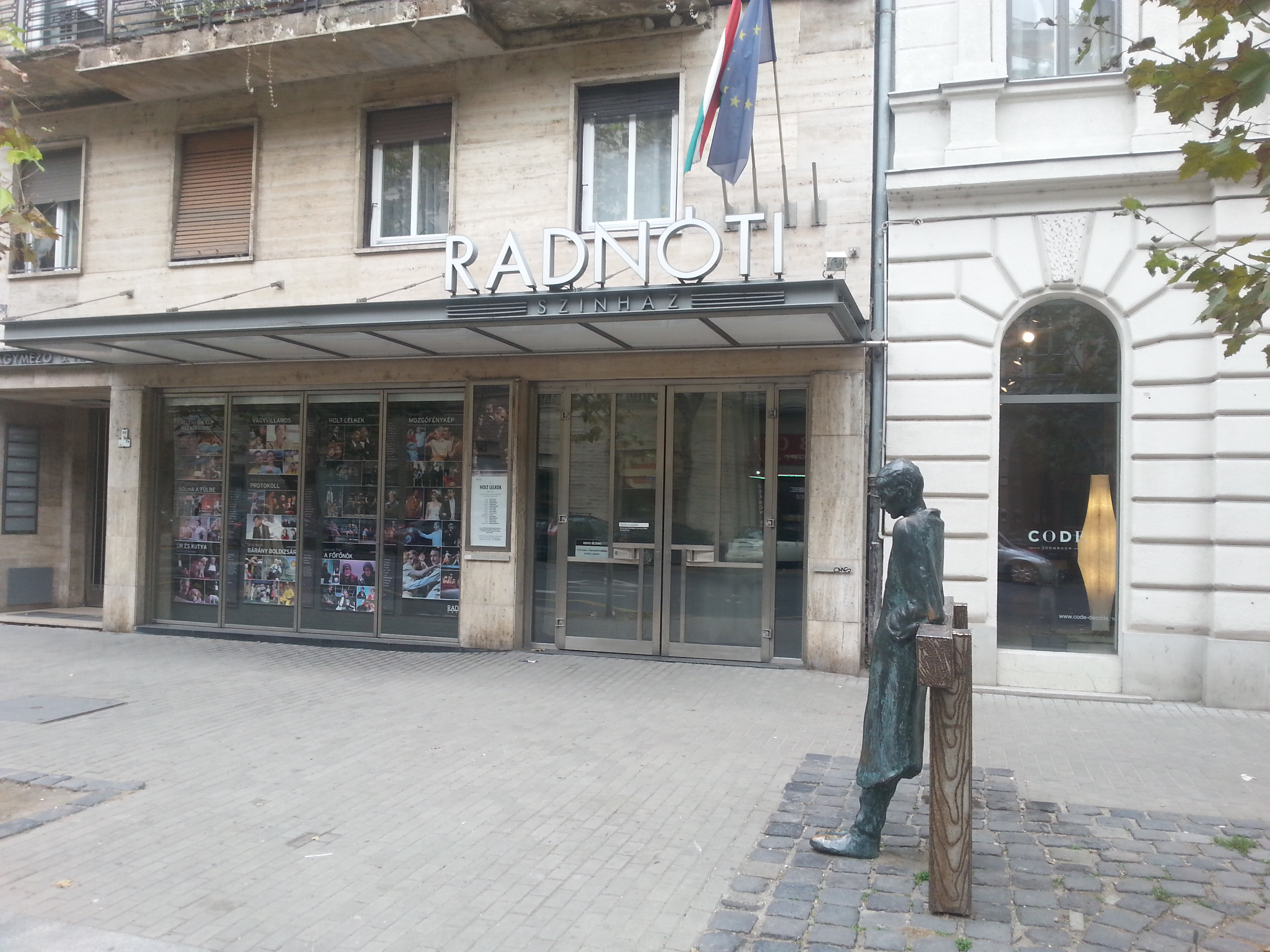
Radnóti Theatre 03

Ugyancsak itt intézhette az Új Színház Kft. egyes ügyeit 1940 őszétől, melynek ügyvezetője volt, kezdetben Földessy Géza színművésszel együtt, később egyedül. Maga a színház eredeti terv szerint a Nagymező utca 11. szám alatt működött volna (ma: Radnóti Miklós Színház), de végül a Madách tér 6. szám alatt nyílt meg. Ekkor kapta a színház a Madách Színház nevet, az Új Színház Kft. neve azonban nem változott. A színház munkájában húszéves fia, Károlyi István is szerepet kapott művészeti vezetőként és dramaturgként. A „közismert baloldali színházat” a német megszállás után, 1944. áprilisában betiltotta a belügyminiszter.
Az 1970-es években az épületet a Színház- és Filmművészeti Főiskolának adták.

### Zsidók védelme, náciellenesség
Tagja volt a zsidótörvény által érintett személyeket erkölcsi és anyagi védelemben részesítő, 1939 karácsonya előtt megalakult püspökkari bizottságnak. A bizottságot Zichy Gyula kalocsai érsek vezette, és a Magyar Szent Kereszt Egyesület keretében működött. A bizottság évente kb. 400 ezer pengőt fordított a munkaszolgálatosok jólétére 1939 és 1944 között, valamint további 500 ezer pengőt a felszerelésükre, miközben a taglétszám 114 főről 7301-re nőtt. Együttműködtek a Weiss Edit vezette Izraelita Pártfogó Irodával, a fedezet nagy részét a Weiss Manfréd-vállalatcsoport biztosította.
1942-1943-ban ellenzéki képviselők több memorandumot intéztek Horthy Miklóshoz figyelmeztetni, hogy Magyarország a világháborúban ismét a vesztes félhez kötötte a sorsát, viszonya a visszacsatolt területeken élő nemzetiségekkel és a zsidósággal terhes, és jóvátétellel tartozik nekik. A memorandumok kidolgozásában, aláírásában az alsó- és felsőházból több pártot képviselve Apponyi György, Bajcsy-Zsilinszky Endre, B. Szabó István, Csorba János, Esterházy János, Gratz Gusztáv, G. Váczi Lajos, Horváth Zoltán, Huszár Aladár, Makray Lajos, Nagy Ferenc, Odescalchi Károly (Andrássy Klára fia), Pallavicini Alfonz, Pallavicini György, Pálffy Géza, Révész László, Serényi László gróf, Sigray Antal, Szemere Béla, Szentiványi Lajos, Szüllő Géza, Tildy Zoltán, Varga Béla, Vásáry István és Zichy János írta alá. A szervezés részben a Szentkirály utcai palotában zajlott.
1950-ben Göndör Ferenc kommunista, USA-ba emigrált újságíró rágalomhadjáratot indított New Yorkban a második világháború után elmenekült magyarok lejáratására. Azt híresztelte róluk, hogy „állatias kegyetlenséggel felkoncolták” az angolszász hadifoglyokat. Ekkor derült fény arra, hogy a hadifoglyokat többek közt Andrássyék, Sigrayék, Czirákyék birtoka mellett az ő fehérvárcsurgói kastélyában, a lengyel menekültek zugligeti táborában, valamint Leléd községben helyezték el. A volt hadifoglyok tanúvallomása szerint kiváló ellátásban részesültek, levelet írhattak, sportolhattak, dolgozhattak. A betegeket a Pajor-szanatóriumban kezelték, és Szlovákiától és Horvátországtól eltérően Magyarország nem adta ki őket német követelésre. A genfi Vöröskereszt 1943-ban országosan vizsgálta a fogvatartottak helyzetét. Jelentésükben azt állapították meg, hogy a lengyel, angolszáz, francia, belga, jugoszláv internáltak és foglyok kielégítő körülmények között élnek, őrség és panaszuk nincs, a lakosság pedig barátságos velük. A nyugatiak ellátását Szent-Iványi Sándor helyettes unitárius püspök szervezte.
1939-ben átvette a nem sokkal korábban alakult Magyar–Lengyel Menekültügyi Bizottság vezetését Széchenyi Károlytól, mivel a grófot megfigyelték a németek. Szapáry Erzsébettel, Andrássy Klárával együttműködve több tízezer átvonuló, vagy itt letelepedett lengyel életét segítették a továbbszöktetéstől az iskolaügyig.

## Családja
Apja Wenckheim István (Ischl, 1858. július 20. – Nagylévárd, 1923. február 26.), anyja erdődi Pálffy Margit (Malacka, 1863. július 10. – Mór, 1954. augusztus 7.).
Négy testvére volt, Erzsébet (1888), Miklós (1890), Antal (1891) és Margit (1860).

## Cikkei

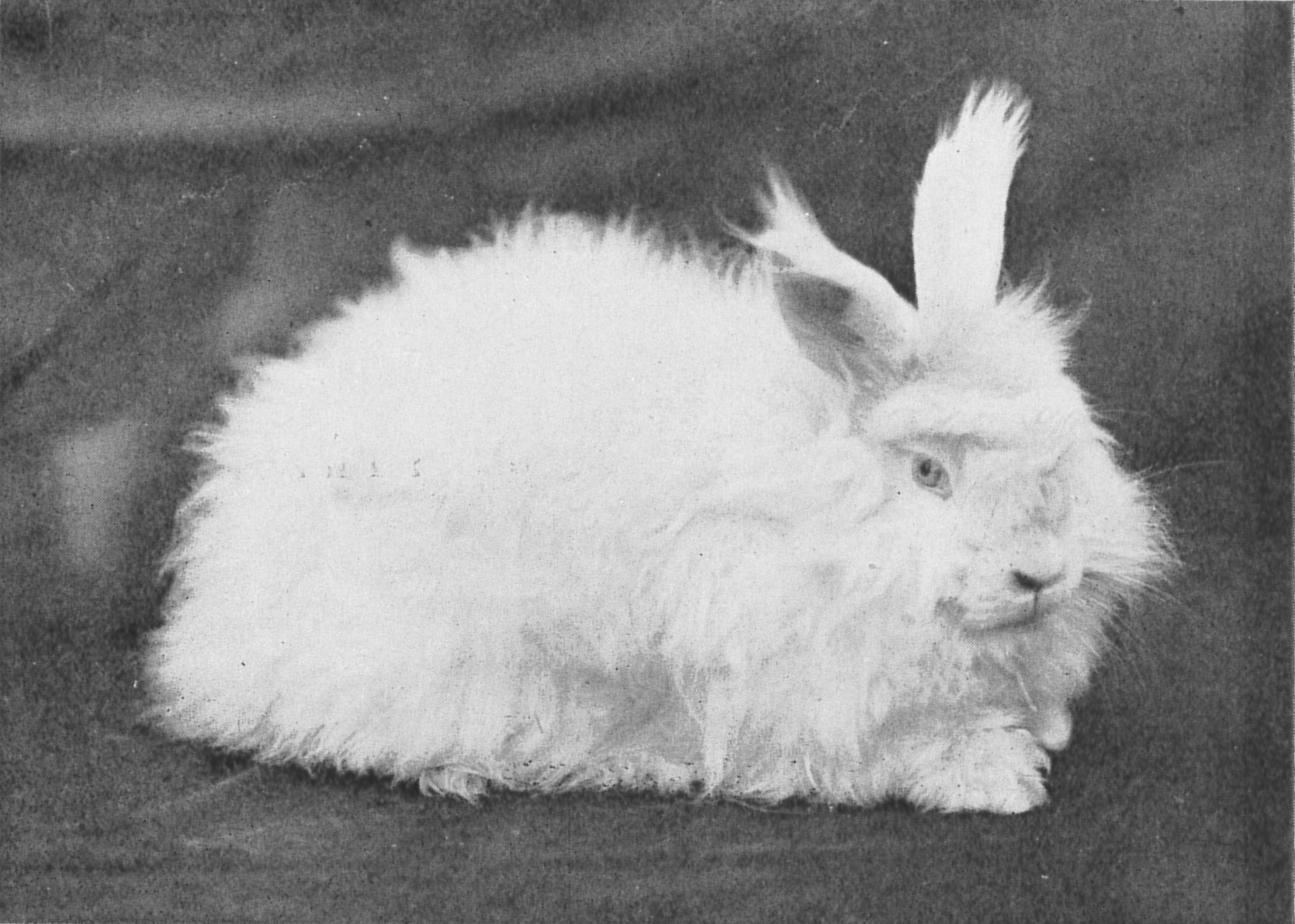
English Angora female

- Az angóragyapjú kezelése.[40]
- Az angóranyúl lakása[41]

## Kitüntetései
- Virtus et Fraternitas (1922)

## Társaságok
- Magyar Nők Szent Korona Szövetsége (1926)
- Székesfehérvári Tuberkulózis Ellen Védekező Egyesület (elnök, 1926)[42]
- Magyar Szentkorona Orsz. Vöröskereszt Egyesület, Székesfehérvár (elnök, 1926)[42]
- Magyar Operabarátok Egyesülete (1932-től, tag)[43]
- Rák Ellen Küzdő Társadalmi Egyesület (1935, elnök)
- Magyar Angóragyapjasnyúl Tenyésztők Szövetsége (1945 előtt, tiszteletbeli elnök)[44]
- Országos Kisállattenyésztési Tanács (1946 után, alelnök)

## Emlékezete
- Portréja (Feiks Jenő)[45]
- Portréja (Batthyány Gyula)[46]